# W81

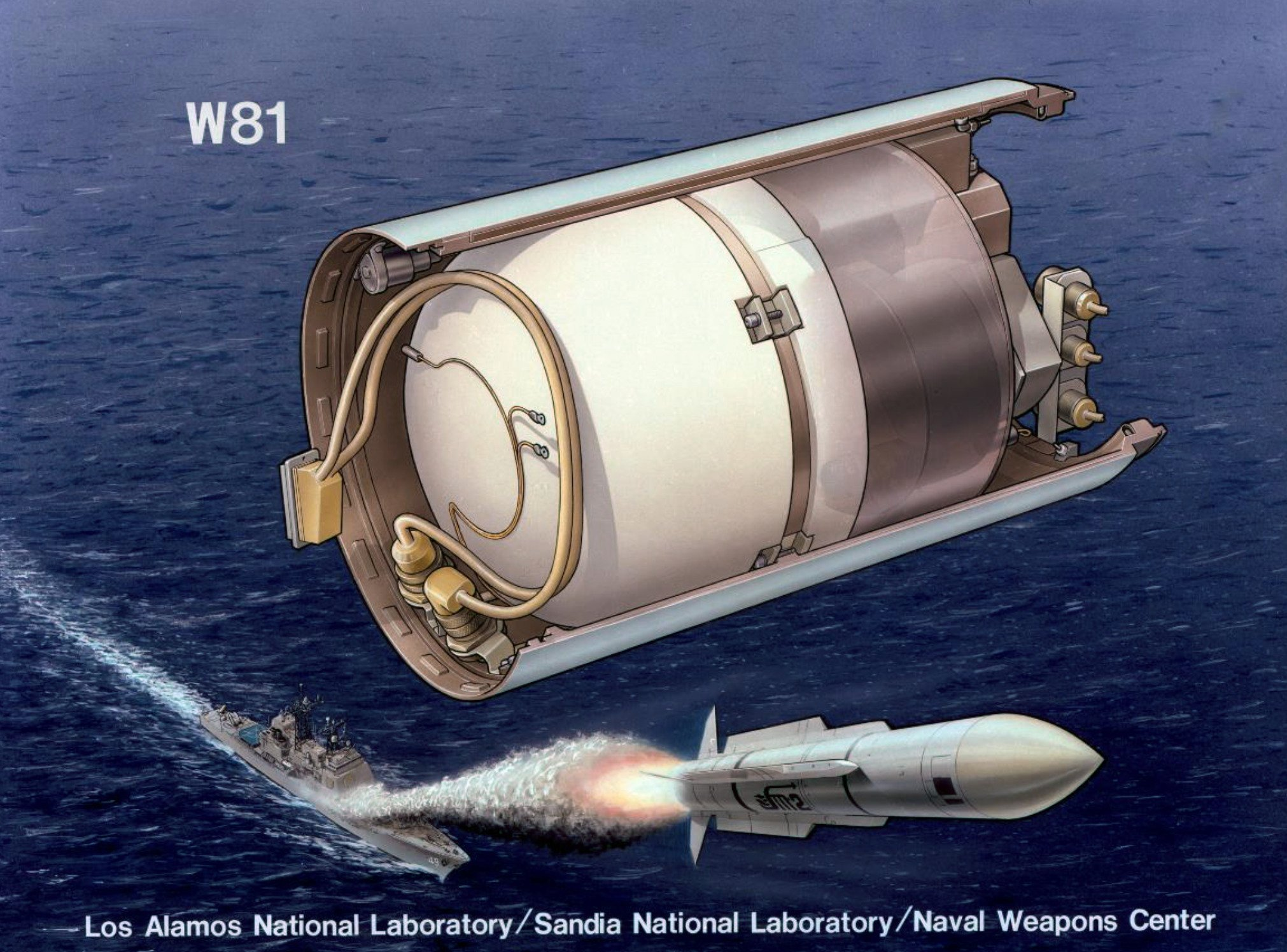
Tête nucléaire W81

La W81 était une ogive thermonucléaire américaine prévue pour être embarquée à bord du SM-2, un missile sol-air en usage dans la US Navy.

## Description
Comme plusieurs armes nucléaires modernes des États-Unis, la W81 est dérivée de la famille B61. Elle a été conçue au Los Alamos Scientific Laboratory (LASL), renommé plus tard le Laboratoire national de Los Alamos.
La W81 a subi plusieurs itérations de conception : elle a commencé comme bombe à neutrons iterations puis elle est devenue une bombe à fission. Son programme a été annulé en 1986 sans qu'elle n'ait été testée, ni fabriquée.
Ses caractéristiques sont inconnues, mais elle est dérivée de la B61 qui a un diamètre d'environ 12 pouces et une longueur de 32 pouces, le tout pesant environ 300 livres (elle est semblable à la W80,  une autre ogive dérivée de la B61). Les images publiées par le LASL montrent une arme plus courte, entre 12 et 18 pouces, probablement une ogive à fission seulement, ce qui correspondrait à l'étage primaire de la B61. Une photo du LASL montre clairement que l'ogive occupe pratiquement tout l'espace disponible dans le SM-2, qui a un diamètre de 13,5 pouces.